# فتحي نجيب
محمد فتحي نجيب ( 20 يونيو 1938 - 9 أغسطس 2003 ) من مواليد القاهرة، تخرج من كلية الحقوق جامعة القاهرة عام 1958، وعُين رئيساً لمحكمة النقض في 17 يوليو 2001، ثم رئيساً للمجلس الأعلى للسلطة القضائية، كما عُين رئيساً للمحكمة الدستوريه العليا في سبتمبر 2001، وقد كان أيضاً عضو هيئة الدفاع المصرية التي مثلت مصر أمام هيئة التحكيم في قضية طابا في جينيف والتي أستطاعت أن تثبت حق مصر في أسترداد طابا عام 1988.
وقد شارك فتحي نجيب في سن العديد من القوانين الدستورية كواحد من أهم السلطات القانونية في مصر، ومن هذه القوانين قانون التحكيم، قانون الملكية الفكرية، والقانون التجاري.
مُنح وشاح النيل لاسمة بعد وفاته من الرئيس مبارك في 26 أغسطس 2003 والذي تسلمه نجله خالد محمد فتحي نجيب.

## المؤهلات الدراسية
- ليسانس الحقوق دور مايو عام 1958 ـ بتقدير جيد ـ جامعة القاهرة.
- دبلوم الاقتصاد السياسي دور أكتوبر عام 1959 جامعة القاهرة.
- دبلوم القانون العام دور أكتوبر عام 1960 جامعة القاهرة.
- درجة الدكتوراه في الاقتصاد السياسي عام 1972 ـ بتقدير جيد ـ جامعة السوربون بفرنسا.